# Kötlufjall
Kötlufjall är ett berg i republiken Island. Det ligger i regionen Norðurland eystra, 250 km nordost om huvudstaden Reykjavík. Toppen på Kötlufjall är 907 meter över havet.
Runt Kötlufjall är det mycket glesbefolkat, med 2 invånare per kvadratkilometer. Närmaste större samhälle är Dalvík, omkring 15 kilometer nordväst om Kötlufjall. Trakten runt Kötlufjall består i huvudsak av gräsmarker.